# Sebastian Dullien
Sebastian Dullien (* 1975 in Herdecke) ist ein deutscher Volkswirt, der seit dem 1. April 2019 als wissenschaftlicher Direktor das Institut für Makroökonomie und Konjunkturforschung (IMK) leitet. Er ist außerdem Professor an der Hochschule für Technik und Wirtschaft Berlin sowie Senior Non-Resident Fellow am American Institute for Contemporary German Studies in Washington, D.C. Er gilt als Vertreter des Keynesianismus.

## Leben
Sebastian Dullien studierte von 1994 bis 2000 in Bochum, Paris und Berlin. 2004 promovierte er an der FU Berlin mit dem Thema „Interaction of Monetary Policy and Wage Bargaining in the EMU“.
Von 2000 bis 2007 arbeitete er bei der Financial Times Deutschland (FTD), zunächst als Redakteur für Leitartikel, später als Redakteur für Konjunktur und Weltwirtschaft. Seine Zeit bei der FTD unterbrach er mehrfach für Aufenthalte als Gastwissenschaftler bei verschiedenen Institutionen: Bei der Konferenz der Vereinten Nationen für Handel und Entwicklung (UNCTAD) 2004, beim American Institute for Contemporary German Studies an der Johns Hopkins University sowie bei der Stiftung Wissenschaft und Politik 2007.
Im Herbst 2007 wurde er auf eine Professur für allgemeine Volkswirtschaftslehre an der Hochschule für Technik und Wirtschaft in Berlin mit Schwerpunkt International Economics berufen.
Sebastian Dullien äußerte sich in den vergangenen Jahren zu einer Reihe wirtschaftspolitischer Themen, unter anderem der Euro-Krise, Bankenregulierung und dem Transatlantischen Freihandelsabkommen (TTIP). Wiederholt äußerte er sich auch zur Rolle von Wirtschaftsjournalisten im wirtschaftspolitischen Entscheidungsprozess.
In der Debatte um mehr Pluralismus in der Ökonomie schlug er sich auf die Seiten der protestierenden Studierenden und unterstützte die Forderung nach Paradigmenvielfalt und Interdisziplinarität.

## Wissenschaftliche Arbeit
Sebastian Dullien beschäftigt sich in seiner wissenschaftlichen Arbeit mit Fragen der angewandten Wirtschaftspolitik, Ungleichgewichten innerhalb der Europäischen Währungsunion, Europäischer Integration, internationalen Währungs- und Finanzfragen sowie Entwicklungsökonomie.
Ein oft zitierter Vorschlag von Sebastian Dullien ist jener einer europäischen Arbeitslosenversicherung. Zu diesem Thema veröffentlichte Dullien erstmals 2008 eine Studie und verfasste im Zuge der Eurokrise mehrere Expertisen für die Europäische Kommission.
Im Rahmen der hohen Inflation in Europa nach der russischen Invasion der Ukraine sprach sich Dullien gegen Pläne der Bundesregierung aus, die Bürger und Unternehmen durch pauschale Energiesubventionen zu entlasten, da dadurch die Preissignale außer Kraft gesetzt würden und die Gefahr noch stärkerer Knappheiten langfristig steige. Stattdessen schlug er zusammen mit der Ökonomin Isabella M. Weber unter der Bezeichnung "Gaspreisdeckel" eine Subvention gezielt für den Grundverbrauch von Gas für jeden Haushalt vor, durch den einerseits die betroffenen Haushalte gezielt entlastet werden, zum anderen für den Verbrauch oberhalb des Grundverbrauchs durch hohe Preise der Anreiz zum Energiesparen intakt bleibe. Der Vorschlag des "Gaspreisdeckels" gilt als intellektuelle Vorlage für die von der ExpertInnenkommission Gas und Wärme vorgeschlagene "Gaspreisbremse".

## Publizistische Arbeit
Sebastian Dullien schreibt unregelmäßig für verschiedene deutsche Medien. Beiträge von ihm sind unter anderem erschienen in Capital, Die Zeit, den Spiegel, taz, Handelsblatt und Berliner Zeitung. Er ist Mitglied des Wissenschaftlichen Beirats der wirtschaftspolitischen Zeitschrift Wirtschaftsdienst.
In seinem 2009 erschienenen Buch Der gute Kapitalismus vertrat er gemeinsam mit Hansjörg Herr und Christian Kellermann die Position, dass ein guter Kapitalismus möglich ist, wenn er nur ausreichend „an die Leine genommen“ werde. Das Buch wurde unter anderem in der Frankfurter Rundschau, der Zeit und der Süddeutschen Zeitung besprochen. Das Buch erschien in einer überarbeiteten Version 2011 unter dem Titel Decent Capitalism auf Englisch und wurde unter anderem ins Chinesische, Koreanische, Persische und Indonesische übersetzt.

## Auszeichnungen
Sebastian Dullien wurde 2020 mit dem Hans-Matthöfer-Preis für Wirtschaftspublizistik für seine gemeinsame Arbeit mit Hubertus Bardt, Michael Hüther und Katja Rietzler zu den öffentlichen Investitionsbedarfen in Deutschland ausgezeichnet. 2023 wurde er gemeinsam mit Isabella M. Weber mit dem Kurth-Rothschild-Preis für den Vorschlag eines Gaspreisdeckels ausgezeichnet.

## Ausgewählte Veröffentlichungen
- Mit einem Gaspreisdeckel die Inflation bremsen Wirtschaftsdienst, 102. Jg., Heft 3, 2022.  Mit einem Gaspreisdeckel die Inflation bremsen
- Umbau der Finanzmärkte: Übermäßiges Vertrauen in Marktrationalität hält an Wirtschaftsdienst, 93. Jg., Sonderheft, 2013, S. 19–23. Umbau der Finanzmärkte: Übermäßiges Vertrauen in Marktrationalität hält an.
- mit Hansjörg Herr und Christian Kellermann: Der gute Kapitalismus… und was sich dafür nach der Krise ändern müsste. Transcript, 2009; englisch Decent Capitalism – A blueprint for reforming our economies. Pluto Press, 2011.
- mit Christiane von Hardenberg: Deregulierung in der öffentlichen Debatte in Deutschland. IMK Studies 2/2009, ISSN 1861-2180.
- mit Daniela Schwarzer: Bringing Macroeconomics into the EU Budget Debate: Why and How? Journal of Common Market Studies, Vol. 47 (1), 2009, S. 153–174.
- The Interaction of Monetary Policy and Wage Bargaining in the European Monetary Union – Lessons from the Endogenous Money Approach. Palgrave Macmillan, Houndsmill et al., 2004.
- mit Gustav-Adolf Horn: Auswirkungen der Europäischen Währungsunion auf die deutsche Wirtschaft. Duncker & Humblot, Berlin, 1999.